# Jihad Alariachi
Jihad Alariachi, née en 1984 à Amsterdam (Pays-Bas), est une journaliste néerlandaise travaillant sur la chaîne de télévision publique NPS (nl).
La journaliste crée le buzz en 2007 et choque une grande partie des téléspectateurs néerlandais lors d'un débat dans l'émission De Meiden van Halal sur la chaîne NPS (nl), tenant des propos homophobes en direct de la télévision néerlandaise. 

## Biographie

### Enfance
Jihad Alariachi est née en 1984 à Amsterdam de parents marocains berbères.

### Parcours professionnel
Elle fait ses débuts professionnels en 2007 en tant que coordinatrice interculturelle de la communication dans la commune d'Amsterdam. Elle fait ses débuts à la télévision néerlandaise dans le programme télévisée Bimbo's en boerka's, présenté par Jeroen Pauw. Le sujet de l'émission était une discussion entre 'De Meide van Halal' (Jihad Alariachi et deux autres participantes) et Hans Teeuwen à propos de la liberté d'expression. La discussion a fait le buzz aux Pays-Bas et a été choisie comme le moment télévisé de l'année 2007 par VARA. Un an plus tard, elle fait son retour dans l'émission Het Vermoeden. En 2010, elle donne des cours de communication à la haute école Inholland.
En 2010, très attendue par les téléspectateurs néerlandais, à majorité d'origine allochtone, elle fait de nouveau son apparition dans une émission au nom de Bekent Kleur contre le racisme. Lors de cette émission, plusieurs critiques viseront la présentatrice néerlando-marocaine par rapport à ses déclarations homophobes. Elle cite : "Je n'accepte pas de musulman homosexuel", a déclaré Jihad Alariachi en direct à la télévision néerlandaise. À la suite de déclarations radicales, elle perd sa fonction et est virée par NPS.

### Divers
Jihad et sa sœur Hajar sont des victimes du crash du Vol 1951 Turkish Airlines qui reliait Istanbul à Amsterdam. L'avion se crashe près de l'aéroport de Schiphol le 25 février 2009. Jihad et sa sœur en ressortent vivantes avec de légères blessures.

## Récompenses
Le débat lancé dans l'émission De Meiden van Halal sur la chaîne NPS est élu meilleur séquence télévision de l'année 2007 par VARA.